# Wspólnota administracyjna Fuchstal
Wspólnota administracyjna Fuchstal – wspólnota administracyjna (niem. Verwaltungsgemeinschaft) w Niemczech, w kraju związkowym Bawaria, w rejencji Górna Bawaria, w regionie Monachium, w powiecie Landsberg am Lech. Siedziba wspólnoty znajduje się w miejscowości Fuchstal. Powstała 1 maja 1978 w wyniku reformy administracyjnej.
Wspólnota administracyjna zrzesza dwie gminy wiejskie (Gemeinde): 
- Fuchstal, 3 502 mieszkańców, 39,73 km²
- Unterdießen, 1 358 mieszkańców, 12,79 km²